# The Goo Goo Dolls
The Goo Goo Dolls je moderní rocková skupina, která vznikla v roce 1986. Pravděpodobně nejznámější písní, kterou prorazili v mnoha zemích světa, je Iris ze soundtracku k filmu Město andělů (City of Angels).
Kapelu tvoří dva členové:
- John Rzeznik - vokály, kytara (základající člen)
- Robby Takac - vokály, basová kytara (zakládající člen)

## Diskografie
- Goo Goo Dolls - 1987
- Jed - 1989
- Hold Me Up - 1990
- Superstar Car Wash - 1993
- A Boy Named Goo - 1995
- Dizzy Up the Girl - 1998
- Ego, Opinion, Art & Commerce - 2001
- Gutterflower - 2002
- Live in Buffalo: July 4th 2004 - 2004
- Let Love IN - 2006
- Something For The Rest Of Us - 2010
- Magnetic - 2013
- Boxes – 2016